# Råcksjön
Råcksjön är en sjö i Boxholms kommun i Östergötland och ingår i Motala ströms huvudavrinningsområde. Sjöns area är 0,049 kvadratkilometer och den befinner sig 149,8 meter över havet.